# Дім Давида

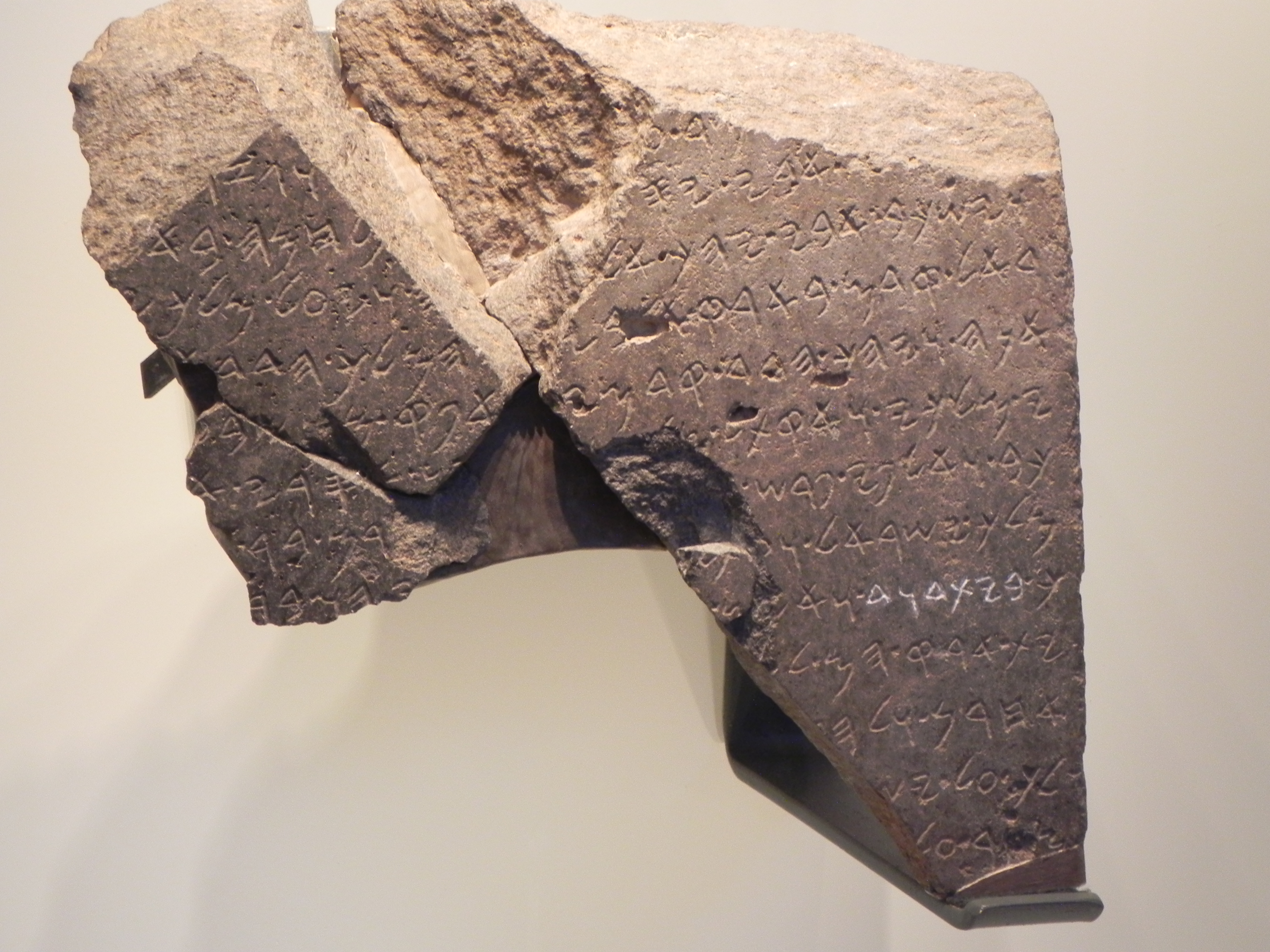
Стела з Тель-Дан, bytdwd (Дім Давида) виділено.

Дім Давида (івр. בית דוד, Beit David) — династія ізраїльських правителів Юдейського царства. Походить від царя Давида. Згадується в Біблії.